# Денні Флінн (художник)
Денні Флінн (англ. Danny Flynn; нар. 8 вересня 1958, Сканторп, графство Лінкольншир) — англійський художник, ілюстратор фентезі та наукової фантастики. Флінн закінчив початкову школу Святого Августина Вебстера та загальноосвітню школу Хай-Рідж у своєму рідному місті Сканторп, а також здобув диплом художника-ілюстратора в Кінгстонському університеті.
З середини 1980-х Флінн ілюстрував та створював обкладинки романів, зокрема для таких відомих авторів, як Фредерик Пол, Грег Бір, Айзек Азімов, Роберт Гайнлайн та Артур Кларк. Він також працював на ігрові компанії Electronic Arts та Traveller's Tales.